# Arnoldo Iguarán
Arnoldo Alberto Iguarán (Riohacha, 18 januari 1957) is een voormalig profvoetballer uit Colombia. Met 25 doelpunten is hij topscorer aller tijden van de Colombiaanse nationale ploeg.

## Clubcarrière
Iguarán speelde twaalf seizoenen als aanvaller bij Millonarios, met wie hij tweemaal de Colombiaanse landstitel won. Ook was hij actief in Venezuela.

## Interlandcarrière
Iguarán speelde 68 officiële interlands voor Colombia in de periode 1979-1993 en scoorde 25 keer voor de nationale ploeg. Hij maakte zijn debuut in een vriendschappelijke thuiswedstrijd tegen Spanje (1-1) op 29 juni 1979 in Bogotá. Iguarán nam met Colombia onder meer deel aan het WK voetbal 1990 in Italië. Hij was met vier doelpunten topscorer bij de Copa América 1987.
| Interlands van Arnoldo Iguarán voor Colombia | Interlands van Arnoldo Iguarán voor Colombia | Interlands van Arnoldo Iguarán voor Colombia | Interlands van Arnoldo Iguarán voor Colombia | Interlands van Arnoldo Iguarán voor Colombia | Interlands van Arnoldo Iguarán voor Colombia |
| №                                            | Datum                                        | Wedstrijd                                    | Uitslag                                      | Competitie                                   | Goals                                        |
| Als speler van Cúcuta Deportivo              | Als speler van Cúcuta Deportivo              | Als speler van Cúcuta Deportivo              | Als speler van Cúcuta Deportivo              | Als speler van Cúcuta Deportivo              | Als speler van Cúcuta Deportivo              |
| -------------------------------------------- | -------------------------------------------- | -------------------------------------------- | -------------------------------------------- | -------------------------------------------- | -------------------------------------------- |
| 1                                            | 29 juni 1979                                 | Colombia – Spanje                            | 1 – 1                                        | Oefeninterland                               |                                              |
| 2                                            | 8 juli 1979                                  | Venezuela – Colombia                         | 0 – 0                                        | Oefeninterland                               |                                              |
| 3                                            | 18 juli 1979                                 | Peru – Colombia                              | 0 – 1                                        | Oefeninterland                               |                                              |
| 4                                            | 25 juli 1979                                 | Colombia – Peru                              | 1 – 2                                        | Oefeninterland                               |                                              |
| 5                                            | 1 augustus 1979                              | Venezuela – Colombia                         | 0 – 0                                        | Copa América                                 |                                              |
| 6                                            | 15 augustus 1979                             | Colombia – Chili                             | 1 – 0                                        | Copa América                                 |                                              |
| 7                                            | 22 augustus 1979                             | Colombia – Venezuela                         | 4 – 0                                        | Copa América                                 | Goal                                         |
| 8                                            | 5 september 1979                             | Chili – Colombia                             | 2 – 0                                        | Copa América                                 |                                              |
| Als speler van Millonarios                   |                                              |                                              |                                              |                                              |                                              |
| 9                                            | 14 februari 1983                             | Colombia – Polen                             | 1 – 0                                        | Oefeninterland                               |                                              |
| 10                                           | 14 augustus 1983                             | Bolivia – Colombia                           | 0 – 1                                        | Copa América                                 |                                              |
| 11                                           | 17 augustus 1983                             | Peru – Colombia                              | 1 – 0                                        | Copa América                                 |                                              |
| 12                                           | 28 augustus 1983                             | Colombia – Peru                              | 2 – 2                                        | Copa América                                 |                                              |
| 13                                           | 31 augustus 1983                             | Colombia – Bolivia                           | 2 – 2                                        | Copa América                                 |                                              |
| 14                                           | 1 februari 1985                              | Colombia – Zwitserland                       | 2 – 2                                        | Oefeninterland                               |                                              |
| 15                                           | 10 februari 1985                             | Colombia – Polen                             | 1 – 2                                        | Oefeninterland                               |                                              |
| 16                                           | 14 februari 1985                             | Colombia – Polen                             | 1 – 0                                        | Oefeninterland                               |                                              |
| 17                                           | 21 februari 1985                             | Chili – Colombia                             | 1 – 1                                        | Oefeninterland                               |                                              |
| 18                                           | 24 februari 1985                             | Uruguay – Colombia                           | 3 – 0                                        | Oefeninterland                               |                                              |
| 19                                           | 2 maart 1985                                 | Paraguay – Colombia                          | 0 – 3                                        | Oefeninterland                               | Goal                                         |
| 20                                           | 17 april 1985                                | Colombia – Paraguay                          | 1 – 0                                        | Oefeninterland                               |                                              |
| 21                                           | 19 april 1985                                | Colombia – Paraguay                          | 2 – 2                                        | Oefeninterland                               | Goal                                         |
| 22                                           | 25 april 1985                                | Brazilië – Colombia                          | 2 – 1                                        | Oefeninterland                               |                                              |
| 23                                           | 28 april 1985                                | Colombia – Uruguay                           | 2 – 1                                        | Oefeninterland                               | Goal                                         |
| 24                                           | 26 mei 1985                                  | Colombia – Peru                              | 1 – 0                                        | WK-kwalificatie                              |                                              |
| 25                                           | 2 juni 1985                                  | Colombia – Argentinië                        | 1 – 3                                        | WK-kwalificatie                              |                                              |
| 26                                           | 9 juni 1985                                  | Peru – Colombia                              | 0 – 0                                        | WK-kwalificatie                              |                                              |
| 27                                           | 16 juni 1985                                 | Argentinië – Colombia                        | 1 – 0                                        | WK-kwalificatie                              |                                              |
| 28                                           | 11 juni 1987                                 | Colombia – Ecuador                           | 1 – 0                                        | Oefeninterland                               |                                              |
| 29                                           | 14 juni 1987                                 | Ecuador – Colombia                           | 3 – 0                                        | Oefeninterland                               |                                              |
| 30                                           | 1 juli 1987                                  | Colombia – Bolivia                           | 2 – 0                                        | Copa América                                 | Goal                                         |
| 31                                           | 5 juli 1987                                  | Colombia – Paraguay                          | 3 – 0                                        | Copa América                                 | Goal · Goal · Goal                           |
| 32                                           | 8 juli 1987                                  | Chili – Colombia                             | 2 – 1                                        | Copa América                                 |                                              |
| 33                                           | 30 maart 1988                                | Colombia – Canada                            | 3 – 0                                        | Oefeninterland                               |                                              |
| 34                                           | 14 mei 1988                                  | Verenigde Staten – Colombia                  | 0 – 2                                        | Oefeninterland                               | Goal · Goal                                  |
| 35                                           | 17 mei 1988                                  | Schotland – Colombia                         | 0 – 0                                        | Oefeninterland                               |                                              |
| 36                                           | 19 mei 1988                                  | Finland – Colombia                           | 1 – 3                                        | Oefeninterland                               | Goal                                         |
| 37                                           | 24 mei 1988                                  | Engeland – Colombia                          | 1 – 1                                        | Oefeninterland                               |                                              |
| 38                                           | 7 augustus 1988                              | Colombia – Uruguay                           | 2 – 1                                        | Oefeninterland                               | Goal                                         |
| 39                                           | 9 maart 1989                                 | Colombia – Argentinië                        | 1 – 0                                        | Oefeninterland                               | Goal                                         |
| 40                                           | 24 juni 1989                                 | Verenigde Staten – Colombia                  | 0 – 1                                        | Oefeninterland                               |                                              |
| 41                                           | 27 juni 1989                                 | Colombia – Haïti                             | 4 – 0                                        | Oefeninterland                               | Goal                                         |
| 42                                           | 3 juli 1989                                  | Venezuela – Colombia                         | 2 – 4                                        | Copa América                                 | Goal · Goal                                  |
| 43                                           | 5 juli 1989                                  | Colombia – Paraguay                          | 0 – 1                                        | Copa América                                 |                                              |
| 44                                           | 7 juli 1989                                  | Brazilië – Colombia                          | 0 – 0                                        | Copa América                                 |                                              |
| 45                                           | 9 juli 1989                                  | Colombia – Peru                              | 1 – 1                                        | Copa América                                 | Goal                                         |
| 46                                           | 20 augustus 1989                             | Colombia – Ecuador                           | 2 – 0                                        | WK-kwalificatie                              | Goal · Goal                                  |
| 47                                           | 27 augustus 1989                             | Paraguay – Colombia                          | 2 – 1                                        | WK-kwalificatie                              | Goal                                         |
| 48                                           | 3 september 1989                             | Ecuador – Colombia                           | 0 – 0                                        | WK-kwalificatie                              |                                              |
| 49                                           | 17 september 1989                            | Colombia – Paraguay                          | 2 – 1                                        | WK-kwalificatie                              | Goal                                         |
| 50                                           | 15 oktober 1989                              | Colombia – Israël                            | 1 – 0                                        | WK-kwalificatie                              |                                              |
| 51                                           | 30 oktober 1989                              | Israël – Colombia                            | 0 – 0                                        | WK-kwalificatie                              |                                              |
| 52                                           | 2 februari 1990                              | Uruguay – Colombia                           | 2 – 0                                        | Oefeninterland                               |                                              |
| 53                                           | 4 februari 1990                              | Verenigde Staten – Colombia                  | 1 – 1                                        | Oefeninterland                               |                                              |
| 54                                           | 20 februari 1990                             | Colombia – Sovjet-Unie                       | 0 – 0                                        | Oefeninterland                               |                                              |
| 55                                           | 17 april 1990                                | Mexico – Colombia                            | 2 – 0                                        | Oefeninterland                               |                                              |
| 56                                           | 22 april 1990                                | Verenigde Staten – Colombia                  | 0 – 1                                        | Oefeninterland                               |                                              |
| 57                                           | 4 mei 1990                                   | Colombia – Polen                             | 2 – 1                                        | Oefeninterland                               | Goal                                         |
| 58                                           | 2 juni 1990                                  | Hongarije – Colombia                         | 3 – 1                                        | Oefeninterland                               |                                              |
| 59                                           | 9 juni 1990                                  | VA Emiraten – Colombia                       | 0 – 2                                        | WK-eindronde                                 |                                              |
| 60                                           | 14 juni 1990                                 | Joegoslavië – Colombia                       | 1 – 0                                        | WK-eindronde                                 |                                              |
| 61                                           | 23 juni 1990                                 | Kameroen – Colombia                          | 2 – 1                                        | WK-eindronde                                 |                                              |
| 62                                           | 6 juni 1991                                  | Zweden – Colombia                            | 2 – 2                                        | Oefeninterland                               | Goal                                         |
| 63                                           | 25 juni 1991                                 | Costa Rica – Colombia                        | 0 – 1                                        | Oefeninterland                               |                                              |
| 64                                           | 11 juli 1991                                 | Colombia – Bolivia                           | 0 – 0                                        | Copa América                                 |                                              |
| 65                                           | 13 juli 1991                                 | Brazilië – Colombia                          | 0 – 2                                        | Copa América                                 | Goal                                         |
| 66                                           | 15 juli 1991                                 | Uruguay – Colombia                           | 1 – 0                                        | Copa América                                 |                                              |
| 67                                           | 17 juli 1991                                 | Chili – Colombia                             | 1 – 1                                        | Copa América                                 | Goal                                         |
| 68                                           | 21 mei 1993                                  | Colombia – Venezuela                         | 1 – 1                                        | Oefeninterland                               |                                              |

## Erelijst
Deportivo Táchira
- Venezolaans landskampioen

1981
 Millonarios
- Colombiaans landskampioen

1987, 1988
- Topscorer Copa Libertadores

1988 (5 goals)